# Danh sách khách mời của Running Man (Việt Nam)
Sau đây là danh sách các khách mời của chương trình truyền hình thực tế Running Man phiên bản Việt Nam.

## Danh sách

### Mùa 1 (2019) –Chạy đi chờ chi
| Tập   | Tên             | Nghề nghiệp                 | Ngày sinh và tuổi | Biệt danh                  | Kết quả         |
| ----- | --------------- | --------------------------- | ----------------- | -------------------------- | --------------- |
| 1     | Không khách mời | Không khách mời             | Không khách mời   | Không khách mời            | Không khách mời |
| 2     | Nam Thư         | Diễn viên, MC               | 9 tháng 12, 1987  | Chị Đại                    | Thua            |
| 2     | Minh Hằng       | Ca sĩ, Diễn viên, Người mẫu | 22 tháng 6, 1987  | Bé Heo                     | Thua            |
| 3–4   | Ưng Hoàng Phúc  | Ca sĩ, Diễn viên            | 18 tháng 8, 1981  | Anh Lớn                    | Thắng           |
| 3–4   | Phạm Quỳnh Anh  | Ca sĩ, Nhạc sĩ, Diễn viên   | 24 tháng 8, 1984  | Chị Đẹp                    | Thua            |
| 3–4   | Thu Thủy        | Ca sĩ                       | 3 tháng 1, 1984   | Cường Nữ                   | Thua            |
| 4–5   | Lâm Vỹ Dạ       | Diễn viên                   | 1 tháng 9, 1989   | Bà Bán Nước                | Thua            |
| 6–7   | Quang Trung     | Diễn viên                   | 19 tháng 3, 1994  | Chuột Nhắt                 | Thua            |
| 6–7   | Kelvin Khánh    | Ca sĩ, MC                   | 5 tháng 9, 1994   | Chàng Ngự Lâm              | Thắng           |
| 6–7   | Khởi My         | Ca sĩ, MC                   | 2 tháng 1, 1990   | My Phản Quân               | Thua            |
| 8     | Không khách mời | Không khách mời             | Không khách mời   | Không khách mời            | Không khách mời |
| 9–10  | Hari Won        | Ca sĩ, Diễn viên, MC        | 22 tháng 6, 1985  | Trâu Nước                  | Thua            |
| 9–10  | Puka            | Diễn viên                   | 30 tháng 10, 1989 | Pu                         | Thắng           |
| 9–10  | Sam             | Diễn viên, MC               | 28 tháng 10, 1990 | Sam Thỏ                    | Thua            |
| 10–11 | Hiền Hồ         | Ca sĩ                       | 26 tháng 2, 1997  | Hồ Con Rùa Rất Hiền        | Thắng           |
| 11–12 | Anh Đức         | Diễn viên                   | 30 tháng 10, 1987 | Anh Đức Airways            | Thua            |
| 13    | Tóc Tiên        | Ca sĩ, Diễn viên            | 13 tháng 5, 1989  | Em Sinh Đôi Của Trấn Thành | Thắng           |
| 14    | Đông Nhi        | Ca sĩ, Diễn viên            | 13 tháng 10, 1988 | Nu Nu                      | Thắng           |
| 14    | Song Luân       | Ca sĩ, Người mẫu, Diễn viên | 17 tháng 9, 1991  | Sư Tử                      | Thua            |
| 15    | Không khách mời | Không khách mời             | Không khách mời   | Không khách mời            | Không khách mời |

### Mùa 2 (2021) –Running Man Vietnam -Chơi là chạy
| Tập   | Tên             | Nghề nghiệp                       | Ngày sinh và tuổi | Biệt danh                                    | Kết quả         |
| ----- | --------------- | --------------------------------- | ----------------- | -------------------------------------------- | --------------- |
| 1     | Không khách mời | Không khách mời                   | Không khách mời   | Không khách mời                              | Không khách mời |
| 2–3   | Đức Phúc        | Ca sĩ                             | 15 tháng 10, 1996 | Thánh Ngơ                                    | Thua            |
| 2–3   | Cris Phan       | Streamer, YouTuber, Diễn viên hài | 1 tháng 6, 1993   | —                                            | Không tham gia  |
| 3–4   | Min             | Ca sĩ                             | 7 tháng 12, 1988  | Nữ Thần Chơi Xấu                             | Thua            |
| 5–6   | Không khách mời | Không khách mời                   | Không khách mời   | Không khách mời                              | Không khách mời |
| 6–7   | Không khách mời | Không khách mời                   | Không khách mời   | Không khách mời                              | Không khách mời |
| 8     | Không khách mời | Không khách mời                   | Không khách mời   | Không khách mời                              | Không khách mời |
| 9     | Không khách mời | Không khách mời                   | Không khách mời   | Không khách mời                              | Không khách mời |
| 10    | Kim Jong-kook   | Ca sĩ                             | 25 tháng 4, 1976  | Người Năng Lực, Anh Hổ, Mr. Kim, Sparta Kook | Thua            |
| 11    | Không khách mời | Không khách mời                   | Không khách mời   | Không khách mời                              | Không khách mời |
| 12-13 | Isaac           | Ca sĩ                             | 13 tháng 6, 1988  | Nam Thần                                     | Thua            |
| 12-13 | Lăng LD         | Rapper, Nhạc sĩ                   | 28 tháng 11, 1996 | Cậu Em Gen Z                                 | Thắng           |
| 13-14 | Hòa Minzy       | Ca sĩ                             | 31 tháng 5, 1995  | Hoa Tiêu                                     | Thắng           |
| 13-14 | Orange          | Ca sĩ                             | 15 tháng 2, 1997  | Mộng Cam, Con Gái Của Trương Thế Vinh        | Thua            |
| 13-14 | Diễm My 9X      | Diễn viên                         | 27 tháng 1, 1990  | Nữ Thần May Mắn                              | Thua            |
| 15–16 | Không khách mời | Không khách mời                   | Không khách mời   | Không khách mời                              | Không khách mời |